# Pharcidodes nigripennis
Pharcidodes nigripennis är en skalbaggsart som beskrevs av Martins 1985. Pharcidodes nigripennis ingår i släktet Pharcidodes och familjen långhorningar. Inga underarter finns listade i Catalogue of Life.